# Anastasios Lagos
Anastasios Lagos (grekiska:  Αναστάσιος Λαγός), född 12 april 1992 i Almyros, är en grekisk fotbollsspelare som spelar för Apollon Smyrnis. 
Han spelade i Panathinaikos ungdomslag i fyra år innan han blev uppflyttad till a-laget och sedermera kom att bli vicekapten.
Lagos var även uttagen i en landslagstrupp för Greklands landslag 2015. 